# Álvaro Sánchez
Álvaro de Jesús Sánchez Alfaro (San Carlos, Alajuela, Costa Rica, 2 de agosto de 1984) es un  exfutbolista costarricense que jugó como mediocentro ofensivo y su último equipo fue el Inter de San Carlos. Actualmente es asistente técnico y entrenador del alto rendimiento del Municipal Grecia de la Segunda División de Costa Rica.

## Trayectoria

### A. D. San Carlos
Álvaro Sánchez hizo su debut con San Carlos el 7 de marzo de 2007, en el partido por la quinta fecha del Torneo de Clausura contra el Herediano. El mediapunta entró de cambio al comienzo del segundo tiempo por Ricardo Vargas y su equipo perdió el encuentro por 2-0.

### F. C. Dallas
El 27 de febrero de 2009, se confirmó que Sánchez saldría del país para realizar una prueba de quince días en el Dallas, club que finalmente lo firmó a préstamo el 3 de abril. Solamente tuvo tres participaciones y el 13 de septiembre llegó a un acuerdo para su desvinculación.

### A. D. San Carlos
Sánchez regresó a San Carlos donde permaneció hasta el 2012. En marzo de ese año no logró el fichaje en el Chongqing Dangdai Lifan de China.

### L. D. Alajuelense
El 18 de junio de 2012, el volante fue presentado oficialmente como nuevo refuerzo de Alajuelense.
El 22 de julio de 2012 se coronó campeón con los manudos en la primera edición de la Supercopa de Costa Rica al vencer con marcador de 2-0 al Herediano en el Estadio Nacional. El 22 de diciembre de ese año obtiene su primer título oficial después de superar en la final de Invierno de nuevo al conjunto florense, esta vez en tiempos suplementarios donde Sánchez fue el protagonista al marcar el gol del empate.
El 22 de diciembre de 2013 se proclamó campeón del certamen de Invierno que significó el título «29» de la institución alajuelense.
El 25 de mayo de 2015, se hizo oficial su salida del equipo tras su participación en seis torneos cortos con los manudos.

### C. S. Cartaginés
El 2 de junio de 2015, Sánchez tuvo su presentación en el Cartaginés, llegando por un periodo inicial de tres torneos. En el Campeonato de Invierno tuvo poca regularidad y solo marcó un gol, lo que provocó su salida el 15 de diciembre.

### C. S. Uruguay de Coronado
El 17 de diciembre de 2015, Álvaro se unió al Uruguay de Coronado. El 24 de abril de 2016, su equipo perdió la categoría y fue relegado a la Segunda División.

### A. D. Carmelita
El 11 de agosto de 2016, el futbolista llegó a un acuerdo para jugar con Carmelita. El 23 de noviembre quedó fuera del club tras el fin de su contrato.

### A. D. San Carlos
El 23 de noviembre de 2016 regresó a San Carlos. El 16 de abril de 2017, su club fue descendido a la Segunda División tras perder el último partido del Campeonato de Verano.

### Pérez Zeledón
Sánchez cambió de equipo y el 24 de abril de 2017 se confirmó que formaría parte de la plantilla del Pérez Zeledón. El 23 de diciembre se proclamó campeón del Torneo de Apertura tras derrotar en la final al Herediano.

### A. D. San Carlos
El 4 de enero de 2018, Álvaro volvió a San Carlos aunque el club estuviera en la segunda categoría. El 2 de junio se hizo con el título y el ascenso de los sancarleños.

### Pérez Zeledón
El 9 de junio de 2018, el volante se reincorporó al Pérez Zeledón luego de finalizar el préstamo en San Carlos. El 4 de octubre acordó rescindir su contrato.

### Municipal Grecia
El 11 de enero de 2019, se oficializa su presentación en el Municipal Grecia.

### Pérez Zeledón
El 10 de mayo de 2019, regresó de nuevo al Pérez Zeledón. El 14 de agosto fue separado del club debido al bajo rendimiento y a su no adaptación al sistema.

### Municipal Grecia
El 12 de diciembre de 2019, se vinculó nuevamente al Municipal Grecia.

## Selección nacional
El 14 de enero de 2009, Álvaro recibió su primera convocatoria a la Selección de Costa Rica dirigida por Rodrigo Kenton para disputar la Copa de Naciones UNCAF. Debutó el 23 de enero por la primera fecha ante Panamá, donde a su vez marcó el primer gol como internacional en la victoria por 3-0. El 25 de enero volvió a marcar para el triunfo 1-3 sobre Guatemala. El 1 de febrero, su equipo perdió la final contra los panameños en la serie de penales, quedando subcampeón del torneo.

### Participaciones internacionales
| Evento                      | Sede     | Resultado  | Posición | Partidos | Goles |
| --------------------------- | -------- | ---------- | -------- | -------- | ----- |
| Copa de Naciones UNCAF 2009 | Honduras | Subcampeón | 2/7      | 4        | 2     |

### Goles internacionales
| Núm. | Fecha               | Lugar                                   | Rival     | Gol | Resultado | Competición                 |
| ---- | ------------------- | --------------------------------------- | --------- | --- | --------- | --------------------------- |
| 1    | 23 de enero de 2009 | Estadio Nacional, Tegucigalpa, Honduras | Panamá    | 3-0 | 3-0       | Copa de Naciones UNCAF 2009 |
| 2    | 25 de enero de 2009 | Estadio Nacional, Tegucigalpa, Honduras | Guatemala | 0-1 | 1-3       | Copa de Naciones UNCAF 2009 |
| 3    | 25 de mayo de 2012  | Estadio Nacional, San José, Costa Rica  | Guatemala | 2-1 | 3-2       | Amistoso                    |

## Clubes

### Como jugador
| Club                            | País           | Año         |
| ------------------------------- | -------------- | ----------- |
| A. D. San Carlos                | Costa Rica     | 2007 - 2009 |
| F. C. Dallas                    | Estados Unidos | 2009        |
| A. D. San Carlos                | Costa Rica     | 2009 - 2012 |
| L. D. Alajuelense               | Costa Rica     | 2012 - 2015 |
| C. S. Cartaginés                | Costa Rica     | 2015        |
| C. S. Uruguay de Coronado       | Costa Rica     | 2016        |
| A. D. Carmelita                 | Costa Rica     | 2016        |
| A. D. San Carlos                | Costa Rica     | 2017        |
| Pérez Zeledón                   | Costa Rica     | 2017        |
| A. D. San Carlos                | Costa Rica     | 2018        |
| Pérez Zeledón                   | Costa Rica     | 2018        |
| Municipal Grecia                | Costa Rica     | 2019        |
| Pérez Zeledón                   | Costa Rica     | 2019        |
| Municipal Grecia                | Costa Rica     | 2020 - 2021 |
| Sporting Football Club          | Costa Rica     | 2021        |
| Asociación Deportiva San Carlos | Costa Rica     | 2022        |
| Inter de San Carlos             | Costa Rica     | 2024        |

### Como asistente técnico
| Club             | País       | Año  | Asistente de              |
| ---------------- | ---------- | ---- | ------------------------- |
| Municipal Grecia | Costa Rica | 2024 | Pablo Alejandro Izaguirre |

## Palmarés

### Títulos nacionales
| Título                         | Club             | País       | Año  |
| ------------------------------ | ---------------- | ---------- | ---- |
| Supercopa de Costa Rica        | L.D Alajuelense  | Costa Rica | 2012 |
| Primera División de Costa Rica | L.D Alajuelense  | Costa Rica | 2012 |
| Primera División de Costa Rica | L.D Alajuelense  | Costa Rica | 2013 |
| Copa Banco Popular             | C. S. Cartaginés | Costa Rica | 2015 |
| Primera División de Costa Rica | Pérez Zeledón    | Costa Rica | 2017 |
| Segunda División de Costa Rica | A.D San Carlos   | Costa Rica | 2018 |

### Distinciones individuales
| Distinción                                           | Año  |
| ---------------------------------------------------- | ---- |
| Mejor jugador novato del Campeonato de Invierno 2008 | 2009 |
| Mejor gol del Torneo de Clausura 2019                | 2019 |